# Николай Куюмджиев
Николай Иванов Куюмджиев – Бебо е български музикален продуцент, диригент, оркестратор и композитор.

## Биография и творчество
Николай Куюмджиев е роден на 10 февруари 1937 г. в гр. Плевен. След завършване на средното си образование в периода 1956-1957 г. и 1959 г. работи като пианист.
От 1960 г. започва работа в „Дирекция на българските циркове“, в прочутия по онова време оркестър на „Оптимистите“, с който посещава много страни от Европа и Близкия изток.
През 1968-1969 г. работи в Столичен градски народен съвет като диригент на оркестър „София“. От края на 1969 и началото на 1970 г. работи в Египет. От 1970 г. създава ВИС „Обектив-71“ към ДО „Музика“, с който многократно гастролира в страните от бившия „Социалистически лагер“ и го ръководи до 1982 г. От 1983 г. е постоянен оркестратор и аранжор към „Българско радио“.
По време на дългогодишната си кариера е творил и работил с много от великите имена на българската музика: Паша Христова, Бисер Киров, Маргарита Хранова, Мария Нейкова, Емил Димитров и много други.